# Détroit de Foveaux

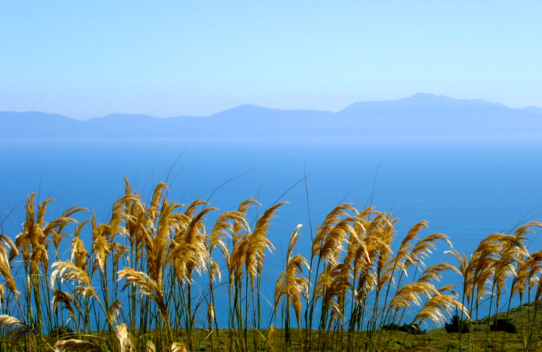
L'île Stewart et le détroit de Foveaux vus depuis Bluff un rare jour ensoleillé

Le détroit de Foveaux est un détroit de la mer de Tasman situé en Nouvelle-Zélande entre l'île du Sud (avec les deux  grandes baies : Oreti et Baie de Toetoes) au nord et les Rugged Islands et l'île Stewart au sud. Il communique à l'est avec l'océan Pacifique sud.
Il est long d'environ 78 km depuis le large de la localité côtière de Pahia jusqu'à une ligne joignant le phare de Waipapa Point, sur l'île du Sud, et East Cape, sur l'île Stewart. Il devient plus étroit d'ouest en est, passant d'une largeur de 41 km entre Pahia Point et les Rugged Islands à un minimum de 27 km entre Bluff (île du Sud) et l'île Stewart. A sa limite la plus orientale, le détroit atteint sa largeur maximale avec 62 km. Il devient également moins profond d'ouest en est, passant de 120 à 20 mètres.
Plusieurs îles se trouvent dans le détroit, on peut citer, en allant d'ouest en est : Centre Island, Pig Island, Edwards Island, Jacky Lee Island, Herekopare Island et South Island, ces quatre dernières îles formant un petit archipel côtier dans le voisinage de l'île Stewart.  Enfin l'île de Ruakupe (en) et Green Island se situent plus au large, à proximité de la limite orientale du détroit.
Étant dans les Quarantièmes rugissants, ses eaux sont souvent violentes et dangereuses.
Sa principale ville est Bluff, sur la côte sud de l'île du Sud.
Il fut découvert par Owen Folger Smith en 1804, mais nommé en honneur de Joseph Foveaux, à l'époque lieutenant-gouverneur de Nouvelle-Galles du Sud.